# Ivan Ermolkine
Ivan Efimovitch Ermolkine (en russe : Иван Ефимович Ермолкин ; 1907 - 7 septembre 1943) était un commandant militaire soviétique, pendant la Seconde Guerre mondiale, la division sous son commandement ont participé à la bataille de Stalingrad.

## Biographie
Ivan E. Ermolkine est né en 1907 dans le village d'Orlovka, qui fait maintenant partie du district de Budennovskiy, dans le Territoire de Stavropol en Russie.
Les informations sur la vie et la carrière militaire d'Ermolkine sont très décousues.
Il adhère au parti communiste en 1929, puis s'engage dans l'Armée Rouge en 1931.
Il participe à la Seconde Guerre mondiale dès les premiers jours de l'opération Barbarossa et fut blessé au combat le 28 juin 1941.
Il participe au retrait des troupes de l'encerclement de Kiev en tant que commandant du 15e Régiment de la 7e division d'infanterie mécanisée.
Puis participe aux opérations défensives dans la boucle du Don, pour empêcher la VI. Armee d'atteindre Stalingrad. C'est là, à la suite de la mort d'I.P. Sologub, le commandant de la division, qu'il prend le commandement de la 112e division d'infanterie, début août.
Ce même mois, sa division, initialement rattachée à la 64e Armée, est transférée à sa voisine la 62e Armée, qui sous les coups de l'armée allemande, est repoussée et encerclée à l'intérieur de la ville de Stalingrad.
La division participe à la bataille de Stalingrad sur différents points chauds : sur le Kourgane Mamaïev, dans l'usine de tracteurs, dans la cité ouvrière de l'usine Octobre rouge ou encore le long de la rivière Mechetka.
Souvent dans l'axe des assauts allemands, la division subit de lourdes pertes et Ermolkine lui-même fut blessé.
Le commandant de la 62e armée, Vassili Tchouïkov, rendit hommage à l'habileté manœuvrière d'Ermolkine et de sa division, « qui sut toujours garder le rythme et le plus ardent courage face à un ennemi numériquement très supérieur ».
Le 7 septembre 1943, Ivan Ermolkine, alors chef d'état major de la 169e division d'infanterie, fut tué dans la région de Briansk.
Il fut enterré dans une fosse commune dans le village Navlya.